# فرودگاه لمویگ
فرودگاه لمویگ (به انگلیسی: Lemvig Airport) (به زبان بومی: Lemvig flyveplads) یک فرودگاه است . این فرودگاه در کشور دانمارک قرار دارد .